# FA Cup 1875/76
Der FA Cup 1875/76 war die fünfte Austragung des The Football Association Challenge Cup (meist als FA Cup bekannt). Die Pokalsaison begann mit 32 Vereinen, wurde letztlich jedoch nur von 27 Vereinen real ausgespielt. Als Titelverteidiger scheiterte der Royal Engineers AFC bereits im Viertelfinale.
Der Pokalwettbewerb startete am 23. Oktober 1875 mit der Ersten Runde und endete mit den beiden Finalspielen im Kennington Oval in London am 11. März und 18. März 1876 vor Kulissen von jeweils etwa 3.500 Zuschauern. Der Sieger des Wettbewerbes wurden zu dritten Mal der Wanderers FC. Unterlegener Finalist waren wie im Vorjahr die Old Etonians.

## Wettbewerb

### Erste Runde
| Datum             |                          | Ergebnis |                      |
| ----------------- | ------------------------ | -------- | -------------------- |
| 23. Oktober 1875  | FC Maidenhead            | 2:0      | FC Ramblers          |
| 23. Oktober 1875  | Upton Park FC            | 1:0      | FC Southall          |
| 23. Oktober 1875  | Wanderers FC             | 5:0      | 1st Surrey Rifles    |
| 30. Oktober 1875  | Reigate Priory           | 1:0      | Barnes FC            |
| 3. November 1875  | FC Swifts                | 2:0      | FC Marlow            |
| 6. November 1875  | 105th Regiment FC        | 0:0      | Crystal Palace       |
| 6. November 1875  | Herts Rangers            | 4:0      | FC Rochester         |
| 6. November 1875  | Oxford University AFC    | 6:0      | FC Forest School     |
| 6. November 1875  | Panthers FC              | 1:0      | Woodford Wells       |
| 9. November 1875  | Old Etonians             | 4:1      | FC Pilgrims          |
| 10. November 1875 | Royal Engineers AFC      | 15:00    | FC High Wycombe      |
| nicht ausgetragen | Cambridge University AFC |          | Civil Service FC     |
| nicht ausgetragen | Clapham Rovers           |          | Hitchin FC           |
| nicht ausgetragen | FC Leyton                |          | Harrow Chequers      |
| nicht ausgetragen | FC Sheffield             |          | Shropshire Wanderers |
| nicht ausgetragen | FC South Norwood         |          | FC Clydesdale        |

#### Wiederholungsspiele
| Datum             |                | Ergebnis |                   |
| ----------------- | -------------- | -------- | ----------------- |
| 20. November 1875 | Crystal Palace | 3:0      | 105th Regiment FC |

### Zweite Runde
| Datum             |                       | Ergebnis |                          |
| ----------------- | --------------------- | -------- | ------------------------ |
| 11. Dezember 1875 | Old Etonians          | 8:0      | FC Maidenhead            |
| 11. Dezember 1875 | Reigate Priory        | 0:8      | Cambridge University AFC |
| 11. Dezember 1875 | FC South Norwood      | 0:5      | FC Swifts                |
| 11. Dezember 1875 | Wanderers FC          | 3:0      | Crystal Palace           |
| 18. Dezember 1875 | Clapham Rovers        | 12:00    | FC Leyton                |
| 18. Dezember 1875 | Oxford University AFC | 8:2      | Herts Rangers            |
| nicht ausgetragen | Royal Engineers AFC   |          | Panthers FC              |
| nicht ausgetragen | FC Sheffield          |          | Upton Park FC            |

### Dritte Runde
| Datum           |                          | Ergebnis |                       |
| --------------- | ------------------------ | -------- | --------------------- |
| 29. Januar 1876 | Old Etonians             | 1:0      | Clapham Rovers        |
| 29. Januar 1876 | Royal Engineers AFC      | 1:3      | FC Swifts             |
| 29. Januar 1876 | Wanderers FC             | 2:0      | FC Sheffield          |
| 31. Januar 1876 | Cambridge University AFC | 0:4      | Oxford University AFC |

### Halbfinale
Die Spiele wurden am 19. Februar 1876 und am 26. Februar 1876 ausgetragen.
|                       | Ergebnis |              | Ort                     |
| --------------------- | -------- | ------------ | ----------------------- |
| Oxford University AFC | 0:1      | Old Etonians | Kennington Oval, London |
| Wanderers FC          | 2:1      | FC Swifts    | Kennington Oval, London |

### Finale
| Wanderers FC                                       | Wanderers FC | Old Etonians | Old Etonians |
| -------------------------------------------------- | --- | --- | ------------ |
| Wanderers FC                                       | \| Finale \| \| Samstag, 11. März 1876 in London (Kennington Oval) \| \| Ergebnis: 1:1 n. V. (1:1, 1:0) \| \| Zuschauer: 3.500 \| \| Schiedsrichter: W. S. Buchanan \| \| Spielbericht \|    | \| Finale \| \| Samstag, 11. März 1876 in London (Kennington Oval) \| \| Ergebnis: 1:1 n. V. (1:1, 1:0) \| \| Zuschauer: 3.500 \| \| Schiedsrichter: W. S. Buchanan \| \| Spielbericht \|                     | Old Etonians |
| Wanderers FC                                       | W. D. O. Greig – Alfred Stratford, William Lindsay – Frederick Maddison, Francis Birley – Charles Wollaston, Francis Heron, Hubert Heron, John Hawley Edwards, Jarvis Kenrick, Thomas Hughes | Quintin Hogg – James Welldon – Edward Lyttelton, Albert Meysey-Thompson – Arthur Kinnaird, Charles Meysey, Captain William Kenyon-Slaney, Alfred Lyttelton, Julian Sturgis, Alexander Bonsor, Herbert Alleyne | Old Etonians |
| Wanderers FC                                       | 1:0 John Hawley Edwards (35.) | 1:1 Alexander Bonsor (50.) | Old Etonians |
| Finale                                             | | |              |
| Samstag, 11. März 1876 in London (Kennington Oval) | | |              |
| Ergebnis: 1:1 n. V. (1:1, 1:0)                     | | |              |
| Zuschauer: 3.500                                   | | |              |
| Schiedsrichter: W. S. Buchanan                     | | |              |
| Spielbericht                                       | | |              |

| Wanderers FC                                       | Wanderers FC | Old Etonians | Old Etonians |
| -------------------------------------------------- | --- | --- | ------------ |
| Wanderers FC                                       | \| Finale \| \| Samstag, 18. März 1876 in London (Kennington Oval) \| \| Ergebnis: 3:0 (3:0) \| \| Zuschauer: 3.500 \| \| Schiedsrichter: William Rawson \| \| Spielbericht \|               | \| Finale \| \| Samstag, 18. März 1876 in London (Kennington Oval) \| \| Ergebnis: 3:0 (3:0) \| \| Zuschauer: 3.500 \| \| Schiedsrichter: William Rawson \| \| Spielbericht \|                        | Old Etonians |
| Wanderers FC                                       | W. D. O. Greig – Alfred Stratford, William Lindsay – Frederick Maddison, Francis Birley – Charles Wollaston, Francis Heron, Hubert Heron, John Hawley Edwards, Jarvis Kenrick, Thomas Hughes | Quintin Hogg – Edgar Lubbock – Edward Lyttelton, Matt Farrer – Arthur Kinnaird, Sir James Stronge, Captain William Kenyon-Slaney, Alfred Lyttelton, Julian Sturgis, Alexander Bonsor, Herbert Alleyne | Old Etonians |
| Wanderers FC                                       | 1:0 Charles Wollaston (30.) 2:0 Thomas Hughes (33.) 3:0 Thomas Hughes (50.) | | Old Etonians |
| Finale                                             | | |              |
| Samstag, 18. März 1876 in London (Kennington Oval) | | |              |
| Ergebnis: 3:0 (3:0)                                | | |              |
| Zuschauer: 3.500                                   | | |              |
| Schiedsrichter: William Rawson                     | | |              |
| Spielbericht                                       | | |              |